# فرانک چپات
فرانک چپات (انگلیسی: Frank Chapot; ۲۴ فوریهٔ ۱۹۳۲ – ۲۰ ژوئن ۲۰۱۶) سوارکار اهل ایالات متحده آمریکا بود.
وی در مسابقات کشوری و بین‌المللی در مجموع برندهٔ ۲ مدال طلا، ۴ مدال نقره شده‌است.